# قطعنامه ۱۳۲۵ شورای امنیت
قطعنامه ۱۳۲۵ شورای امنیت سازمان ملل متحد که در تاریخ ۳۱ اکتبر ۲۰۰۰ تصویب شد، سندی بین‌المللی دربارهٔ زنان و صلح و امنیت است. این قطعنامه طی نشست ۴۲۱۳ام با ۱۵ رای موافق، ۰ مخالف و ۰ ممتنع تصویب شد.